# Даниел Наумов
Даниел Наумов (роден на 29 март 1998 г. в Гоце Делчев) е български футболист, вратар на Ботев (Пловдив) и Националния отбор на България, за който дебютира в квалификационен мач за СП на 31 март 2021 г., при равенството 0:0 срещу тима на Северна Ирландия в Белфаст и така той става първият вратар, който дебютира за България без допуснат гол при гостуване в световна квалификация.

## Кариера

### Лудогорец
Роден в Гоце Делчев, Наумов започва кариерата си в местния Пирин (Гоце Делчев), преди да се присъедини към ЦСКА (София). През 2015 г. преминава в Академията на Лудогорец (Разград).
Дебютира за Лудогорец II във В група на 4 април 2016 г. в мач срещу Нефтохимик (Бургас). След контузията на Владислав Стоянов през март 2017 г., Наумов става втори вратар и на 18 април 2017 г. дебютира за първия отбор в мача за Купата на България срещу Литекс (Ловеч), като запазва суха мрежа при победа с 4:0. Наумов дебютира за първия отбор на Лудогорец на 28 май 2017 г. в мач срещу Черно море.
Наумов започва сезон 2017/18 в Лудогрец II, като играе в първия мач от сезона срещу Локомотив 1929 (София).

### Верея (наем)
На 30 януари 2018 г. Наумов е даден под наем на Верея (Стара Загора) до края на сезона, за да играе в Първа лига. Дебютира за отбора на 17 февруари 2018 г. срещу ЦСКА-София. Наумов завършва кампанията само с пет изяви поради контузия в рамото и отбелязва, че се надява да стане първият избор за вратар на Лудогорец през следващия сезон.

### ЦСКА 1948
През юни 2019 г. Наумов преминава в клуба от Втора лига ЦСКА 1948, в търсене на титулярно място, като подписва договор до юни 2021 г. Той бързо се утвърдява като първи вратар. През ноември 2019 г. е наблюдаван от скаути на Манчестър Сити и ФК Саутхемптън.

## Национален отбор
Наумов е капитан на отбора на България U19 за квалификациите за Европейското първенство до 19 г. 2017 г. от 22 до 27 март 2017 г. След равенство и две победи, отборът се класира за фазата на елиминациите, която се провежда през юли 2017 г. През август 2017 г. е повикан за България U21 за квалификационен мач срещу Люксембург, но отпада след получаване на контузия в първенството с Лудогорец II и е заменен от Михаил Михайлов. Наумов дебютира за България U21 на 27 март 2018 г. в европейски квалификационен мач срещу Словения U21, запазвайки суха мрежа при победа с 3:0.
През февруари 2020 г. Наумов е повикан в мъжкия отбор за приятелски мач срещу Беларус, но не дебютира. Той дебютира на 31 март 2021 г., запазвайки суха мрежа за равенството срещу Северна Ирландия за квалификациите за Световното първенство по футбол през 2022 г.

## Успехи

### „Лудогорец"
- Шампион на България: 2016/17
- Суперкупа на България: 2018